# Julio César Falcioni
Julio César Falcioni Capdevila (Versalles, Buenos Aires, 20 de julio de 1956) es un exfutbolista y actual entrenador argentino. Actualmente está sin club.

## Biografía
Julio César Falcioni nació el 20 de julio de 1956 en Versalles, Comuna 10 de la Ciudad Autónoma de Buenos Aires, hijo de Elba Julia Capdevila y Julio César.Desde chico se interesó por el fútbol como deporte, sus grandes referentes eran Miguel Marín y Amadeo Carrizo.Su padre jugó un tiempo en Barracas Central, sin embargo su carrera futbolística no prospero. Julio César es simpatizante de Vélez Sarsfield, club que lo considera figura de la institución.

## Carrera como jugador
Falcioni comenzó su trayectoria como arquero en las divisiones inferiores de Vélez Sarsfield, equipo en el que debutó en Primera División, en el Campeonato Metropolitano de 1976. Allí permaneció hasta el año 1980.
En 1981 fue transferido al club colombiano América de Cali, al cual se había enfrentado en la Copa Libertadores de 1980, donde dejó una gran impresión en el entrenador Gabriel Ochoa Uribe, por lo cual lo pidió como refuerzo. En América alcanzó tres finales consecutivas de la Copa Libertadores, entre 1985 y 1987, perdiendo las tres finales, contra Argentinos Juniors, River Plate y Peñarol, pero logrando el pentacampeonato de la Categoría Primera A, ganando todos los torneos de 1982 a 1986, con Falcioni como una de las grandes figuras, lo que lo convirtió en el guardameta extranjero con más títulos del fútbol profesional colombiano. 
Falcioni formó parte de la etapa más gloriosa de la historia del América de Cali, es ampliamente reconocido como una de las más grandes leyendas del equipo, y como el mejor arquero que ha tenido la institución. También se ha llegado a decir que es el mejor jugador de la historia del equipo. En el club colombiano jugó 376 partidos y convirtió 5 goles, ostentó también por mucho tiempo la marca de ser el arquero que más goles ha convertido en ese club, con cinco anotaciones.  Esta marca sería superada en el 2013 por el uruguayo Alexis Viera, quien terminaría marcando 8 goles oficiales para el equipo escarlata.
Tras convertirse en un símbolo del equipo colombiano, regresó a Argentina en 1990, a Gimnasia y Esgrima La Plata. La razón para volver a su patria fue ser convocado a la selección nacional albiceleste en Italia 1990. De hecho, el técnico Carlos Salvador Bilardo lo convocó en marzo de 1989, para un encuentro amistoso ante Colombia efectuado en Barranquilla, en donde pese al resultado adverso 1-0 para los argentinos, Falcioni fue la figura de la cancha.
Jugó en Gimnasia entre 1990 y 1991, y estuvo brevemente en Vélez Sarsfield. Luego regresó a Colombia y finalizó su carrera como jugador en el Once Caldas, de Manizales donde llegó a disputar únicamente cuatro encuentros.

## Carrera como entrenador
Comenzó a dirigir las divisiones inferiores del Club Atlético Vélez Sarsfield. Fue allí donde debutó como director técnico interino del equipo de primera división en la primera fecha del Apertura 1997, vs Racing en Avellaneda (1 a 1) en reemplazo de Osvaldo Piazza y mientras se logró concretar el contrato con Marcelo Bielsa. En el Apertura 1998, de nuevo como interino, dirigió al primer equipo durante los últimos cuatro partidos, entre las conducciones sustituyendo a Eduardo Solari y siendo luego reemplazado por Eduardo Luján Manera. El último interinato de Falcioni en Vélez Sarsfield tuvo lugar sobre el final del Clausura 1999, tras la dimisión de Manera, ya que para el Apertura 1999 fue contratado como Director Técnico de manera definitiva, cargo que mantuvo hasta el Apertura 2000.
Entrenó a Olimpo de Bahía Blanca de 2002 a 2003, consiguiendo 51 puntos (20 en el Apertura y 31 en el Clausura) y aseguró la permanencia del club en primera división. En el Clausura de 2003, Cristian Castillo fue el goleador de los bahienses con 11 tantos (seis menos que Luciano Figueroa, quien fue el máximo anotador de aquel torneo).
Debutó como entrenador del Club Atlético Banfield el 2 de agosto de 2003. En este equipo logró la clasificación para disputar la Copa Libertadores 2005, llegando hasta los cuartos de final, instancia en la que cayó ante River Plate.
En 2005, Falcioni tomó las riendas de Independiente. El primer semestre fue bastante aceptable, ya que con jugadores como Sergio Agüero, Nicolás Frutos y Oscar Ustari, el equipo alcanzó la cuarta colocación en la tabla de posiciones. En el segundo semestre no fue lo mismo. Con la partida de Frutos, Sergio Órteman y el capitán Lucas Pusineri, Independiente no logró clasificar para las copas Libertadores ni Sudamericana, lo que trajo como consecuencia el fin del ciclo de Falcioni con los Diablos Rojos argentinos.
Desde la sexta fecha del Apertura 2006 y hasta el fin del campeonato dirigió a Colón.
El 22 de agosto de 2007, asumió como director técnico de Gimnasia y Esgrima La Plata. Debido a los malos resultados en el club 'tripero', presentó su renuncia.
Luego de un tiempo sin dirigir equipo alguno, el 24 de marzo de 2009, firmó nuevamente como director técnico de Banfield. En esta segunda etapa al frente del club obtuvo el Torneo Apertura, el primer título a nivel profesional de la institución, y a la vez su primer título como entrenador, con la particularidad de ser el único exarquero en coronarse como técnico campeón en la máxima categoría del fútbol argentino. En el primer semestre de 2010 disputó la Copa Libertadores, llegando hasta octavos de final, en la que fue eliminado por Internacional de Porto Alegre, que a la postre fue el campeón de dicha edición. Al finalizar la temporada, renovó su contrato con Banfield por dos años, pero lo rescindió luego del Apertura 2010, al presentársele la oportunidad de dirigir al Club Atlético Boca Juniors.
El 22 de diciembre de 2010, asumió la dirección técnica del plantel profesional 'xeneize', ocupando el cargo que dejó vacante Claudio Borghi. En su primera presentación en los torneos de verano de Argentina, obtuvo la Copa de Oro YPF y la Copa Luis B. Nofal. Su debut oficial no fue el deseado, sufriendo una derrota 1-4 en la Bombonera frente a Godoy Cruz de Mendoza. A pesar de ganar contra Racing de Avellaneda con un gol de Pablo Mouche, el equipo comenzó una racha negativa que se extendió hasta la séptima fecha, cuando venció a Colón, con gol de Juan Román Riquelme. En la décima cuarta fecha del torneo, obtuvo la victoria más importante de su ciclo, al derrotar en el superclásico del fútbol argentino a River Plate por 2-0 en condición de local. Además, tuvo como técnico de Boca, un invicto de más de 30 partidos sin perder. El 4 de diciembre, se consagró campeón invicto del Torneo Apertura 2011 con el club azul y oro, con la valla menos vencida en la historia de los torneos cortos y la obtención de 12 puntos de diferencia con respecto al subcampeón.
En 2012 logró llegar a la final de la Copa Libertadores contra Corinthians. El partido de ida terminó 1-1 en la Bombonera. En un partido parejo, el conjunto azul y oro se puso en ventaja de la mano de Facundo Roncaglia, pero sobre la hora llegó el empate visitante. En la vuelta, fue derrotado 2-0 por los brasileros. En el Clausura 2012, Boca se mantuvo puntero la mayor parte del campeonato, llegando con tres puntos de ventaja sobre sus rivales, pero un empate y dos derrotas consecutivas lo dejaron relegado al cuarto puesto.
El 8 de agosto de 2012, logró la Copa Argentina, al vencer a Racing Club de Avellaneda 2-1 en la final disputada en la provincia de San Juan, siendo el tercer título en la carrera del entrenador argentino. En el Torneo Inicial 2012, realizó una campaña aceptable con Boca, sumando 33 puntos y finalizando en el quinto puesto. Clasificó a la Copa Libertadores 2013. Sin embargo, el equipo nunca mostró un buen nivel de juego, y sus únicas virtudes fueron las apariciones individuales de jugadores como Juan Sánchez Miño y Leandro Paredes.
En los días previos a la última jornada del Torneo Inicial 2012, el presidente de Boca, Daniel Angelici, se reunió con Falcioni para gestionar la renovación del contrato de el Emperador. Todo parecía estar dado para que Falcioni continuase un año más al frente de la dirección técnica de Boca Juniors, pero en el último partido contra Godoy Cruz en la Bombonera, Falcioni fue insultado masivamente por los hinchas xeneizes, quienes a su vez pidieron el retorno de Carlos Bianchi. Unos días después, Falcioni manifestó que a pesar de todo deseaba seguir a cargo del club, pero Daniel Angelici entendió que los hinchas habían sido contundentes, y de manera conjunta decidieron no renovar el contrato. El Emperador se fue de Boca con un alto promedio, pero quedó expuesto con relación al manejo del grupo y sus famosas discusiones con Juan Román Riquelme.
Para la segunda mitad de 2013 fue contratado por All Boys, con el fin de reemplazar a José Santos Romero.

"Muchas gracias, para todo mi cuerpo técnico también. Es un orgullo y un honor estar en este club, Esperemos cubrir todas las expectativas. Trataremos de cumplir y de hacer, como en cada club, lo mejor y con la mayor responsabilidad".
Julio César Falcioni en su presentación oficial en All Boys (24 de junio de 2013).

Sin embargo, tras caer derrotado 3 a 2 ante Lanús en condición de local, decidió renunciar al cargo en la fecha 16. En la institución de Floresta sólo consiguió 16 puntos en la misma cantidad de partidos disputados en el Torneo Inicial 2013, producto de tres victorias, siete empates y seis derrotas.
El 27 de mayo de 2014, fue confirmado como entrenador del plantel profesional de la Universidad Católica.Ganó tres de sus primeros cuatro partidos al mando de los cruzados, pero luego comenzó una mala racha que dejó al equipo eliminado de la Copa Sudamericana por River Plate de Uruguay, con un marcador global de 4-0. Tampoco avanzó a los octavos de final de la Copa Chile, quedando eliminado en fase de grupos, y se quedó sin posibilidades de luchar por el título del Apertura 2014. El 25 de noviembre, la dirigencia de Cruzados S.A.D.P. Universidad Católica tomó la determinación de despedir al argentino tras su magra campaña en el Torneo de Apertura, la peor desde 1973.
En diciembre de 2014, fue presentado como entrenador de Quilmes.El 19 de julio de 2015, acordó su salida del club luego de una serie de malos resultados.
En marzo de 2016, se anunció su regreso a Banfield en reemplazo de Claudio Vivas.Un año después, lograría la clasificación a la fase inicial de la Copa Libertadores.Sin embargo, caería en la tercera fase de la competición ante Nacional.En diciembre de 2018, el club anunció que no le renovaría su contrato que vencía a finales de ese año.
En septiembre de 2019, empezó su tercer ciclo en Banfield y reemplazó a Hernán Crespo en el cargo.En mayo de 2020, anunció que dejaría su puesto como entrenador para ser manager del club.
El 21 de enero de 2021, fue anunciado como nuevo entrenador de Independiente por segunda vez, luego de la temporada 2005-06.Si bien logró clasificar a la Copa Sudamericana,la dirigencia decidió no renovar su contrato luego de la finalización de la Liga Profesional.
En enero de 2022, Falcioni fue confirmado como entrenador de Colón.Luego de un ciclo irregular, dejó su cargo el 7 de julio tras quedar eliminado ante Talleres en la Copa Libertadores.
El 2 de agosto de 2022, comenzó su tercer ciclo en Independiente en reemplazo de Eduardo Domínguez.En noviembre del mismo año, fue desvinculado del club por decisión de la nueva dirigencia que encabezaba Fabián Doman.
En mayo de 2023, Falcioni inició su quinta etapa en Banfield con el objetivo de salvar al club del descenso.Luego de cumplirlo,el equipo clasificó a los cuartos de final de la Copa de la Liga, pero quedaría eliminado en dicha instancia ante Godoy Cruz en los penales.En junio de 2024, dejó su cargo de "común acuerdo" con la directiva del Taladro.

## Selección nacional
Fue internacional con la selección de fútbol de Argentina en tres ocasiones. Fue convocado en 1989, por el director técnico Carlos Salvador Bilardo, para un partido amistoso contra el seleccionado colombiano, jugado en Barranquilla. El elenco cafetero ganó, 1-0 pero Falcioni evitó un marcador más abultado.
Formó parte del plantel albiceleste que participó en dos ediciones de la Copa América año 1979 como segundo portero y en el año 1989 como tercer Guardameta, disputada en Sin Sede Fija en el primer caso y en Brasil diez años después, en la que su equipo alcanzó el tercer puesto, en el cual fue tercer arquero en dicho torneo. Aunque en 1979 no figura ni sus nombres ni su apellido ni el club donde militaba en dicho torneo en la rsssf ya que lo considera que jugó un partido no oficial considerado por la FIFA del 18 de abril de 1979 frente al Gutiérrez Sport Club de la Provincia de Mendoza (Argentina) como partido no computable en sus estadísticas.

### Participaciones en Copa América
| Copa              | Sede            | Resultado      |
| ----------------- | --------------- | -------------- |
| Copa América 1979 | América del Sur | Fase de grupos |
| Copa América 1989 | Brasil          | 3° puesto      |

## Marcas
- Es el director técnico, exarquero, que más títulos ha ganado en Argentina: el Torneo Apertura 2009 con Banfield, el Torneo Apertura 2011 con Boca Juniors, y la Copa Argentina con este último, tras vencer a Racing Club en la final.
- Es considerado uno de los mejores arqueros en toda la historia del fútbol profesional colombiano.
- En 1980, le atajó dos penales a Argentinos Juniors en un mismo partido, ambos a Diego Armando Maradona.[38]
- Entre 1982 y 1986 fue campeón con el América, imponiendo el equipo escarlata una marca absoluta y aún vigente en la historia del torneo colombiano. Falcioni fue siempre el hombre de confianza del técnico Gabriel Ochoa Uribe dentro del terreno de juego.[5] Adicionalmente, se convirtió en el primer arquero cobrador de penales en Colombia, algo que no se acostumbraba por aquel entonces. En la historia del América, Falcioni es el segundo guardameta que más penales ha cobrado y anotado, con cinco goles en total.
- En la última fecha del Campeonato colombiano 1987 se jugó el duelo Nacional-América, donde el conjunto verde era el amplio favorito del encuentro y además tenía la primera opción para clasificar a la Copa Libertadores de 1988. A los 64 minutos, el arquero americano Falcioni le tapó un penal a Juan Jairo Galeano. A los 71, América marcó el 1-0, por intermedio de Willington Ortiz. Y a los 89, Falcioni tapó un segundo penal, esta vez a Humberto Sierra.[39] Terminó el partido con triunfo escarlata 0-1 y con ello el equipo de los Diablos Rojos consiguió el subtítulo (el campeón de aquel año fue Millonarios) y el cupo a la Copa Libertadores de 1988, mientras que Nacional se quedó con las manos vacías.[40][41] La actuación americana fue calificada de heroica y milagrosa, y Falcioni se consagró como el mejor del encuentro.
- Como entrenador de Boca Juniors, se consagró campeón invicto del Apertura 2011, equipo que recibió sólo seis goles en 19 partidos, estadística histórica para el fútbol argentino.
- Mantuvo un invicto de 33 partidos oficiales como entrenador de Boca Juniors, siendo el segundo entrenador en lograr esa racha de partidos invictos de toda la historia profesional de Boca Juniors. El primero, Carlos Bianchi, sumó sus 33 partidos invictos a los siete que había dejado García Cambón, dándole a Boca Juniors el récord de 40 partidos invictos en competencias locales.[42][43][44]

## Homenajes

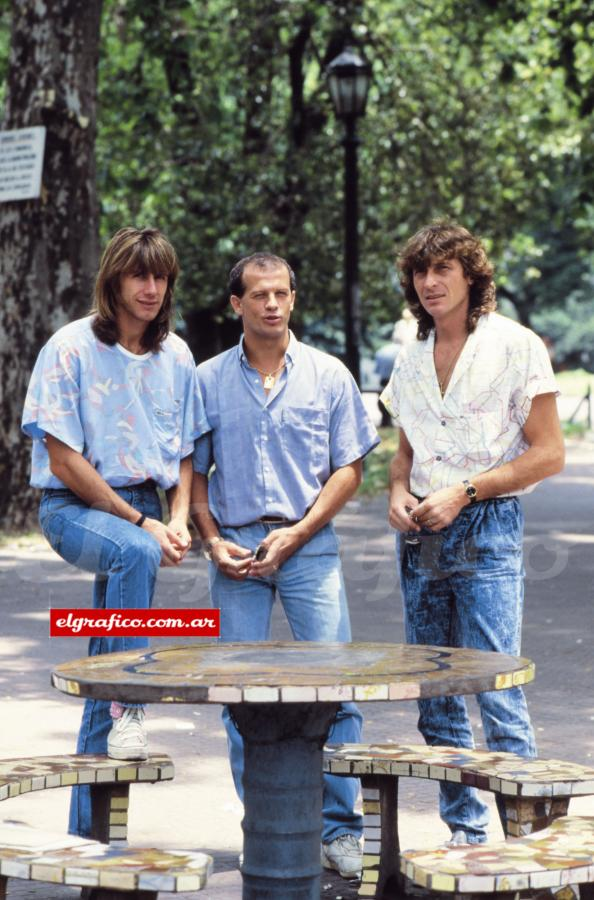
Julio César junto a Ricardo Gareca (izquierda) e Carlos Ischia (centro), año 1986

El 14 de abril de 2018, en la previa del Clásico del Sur del Gran Buenos Aires, Lanús tuvo un gesto solidario con el DT de Banfield, Julio César Falcioni. Desde la pantalla del estadio proyectaron una foto del técnico deseándole una pronta recuperación tras su tratamiento oncológico.
El 15 de mayo de 2018, Falcioni fue nombrado Personalidad Destacada del Deporte de la Ciudad de Buenos Aires, en una emotiva ceremonia que se realizó en la Legislatura porteña, donde se congregaron familiares, colegas y amigos del homenajeado.
El 27 de septiembre de 2019, Falcioni fue homenajeado junto a sus excompañeros del club Vélez Sarsfield (el Gato Bujedo, Julio César Jiménez, Pedro Larraquy y otros) que salieron subcampeones en 1979 y jugaron la Libertadores de 1980, la primera participación del Fortín en dicho certamen. La idea fue de la Junta Histórica del club, a 40 años de aquel proceso.
El grupo L´Aldea del Rock le dedicó un tema "El Eterno Emperador" por su destacada gestión en el Club Atlético Banfield.

## Estadísticas

### Como jugador
| Club                        | PJ  | Goles |
| --------------------------- | --- | ----- |
| Vélez Sarsfield             | 229 | 0     |
| América de Cali             | 376 | 5     |
| Gimnasia y Esgrima La Plata | 19  | 0     |
| Vélez Sarsfield             | 20  | 0     |
| Once Caldas                 | 4   | 0     |

### Como entrenador
| Equipo                       | Div.                | Temporada           | Liga | Liga | Liga | Liga |    | Copa | Copa | Copa | Copa |    | Internacional | Internacional | Internacional | Internacional |   | Otros | Otros | Otros | Otros |     | Totales     | Totales | Totales | Totales | Totales | Totales | Totales | Totales | Totales |
| Equipo                       | Div.                | Temporada           | PD   | G    | E    | P    | PD | G    | E    | P    | PD   | G  | E             | P             | PD            | G             | E | P     | PD    | G     | E     | P   | Rendimiento | GF      | GC      | Dif.    | Ptos.   |         |         |         |         |
| ---------------------------- | ------------------- | ------------------- | ---- | ---- | ---- | ---- | -- | ---- | ---- | ---- | ---- | -- | ------------- | ------------- | ------------- | ------------- | - | ----- | ----- | ----- | ----- | --- | ----------- | ------- | ------- | ------- | ------- | ------- | ------- | ------- | ------- |
| Vélez Sarsfield Argentina    | 1.ª                 | 1997-98             | 1    | 1    | 0    | 0    | -  | -    | -    | -    | -    | -  | -             | -             | -             | -             | - | -     | 1     | 1     | 0     | 0   | 100%        | 4       | 1       | +3      | 3       |         |         |         |         |
| Vélez Sarsfield Argentina    | 1.ª                 | 1998-99             | 6    | 3    | 1    | 2    | -  | -    | -    | -    | -    | -  | -             | -             | -             | -             | - | -     | 6     | 3     | 1     | 2   | 55.56%      | 12      | 13      | -1      | 10      |         |         |         |         |
| Vélez Sarsfield Argentina    | 1.ª                 | 1999-00             | 38   | 17   | 13   | 8    | -  | -    | -    | -    | 3    | 1  | 1             | 1             | -             | -             | - | -     | 41    | 18    | 14    | 9   | 52.85%      | 61      | 39      | +23     | 65      |         |         |         |         |
| Vélez Sarsfield Argentina    | 1.ª                 | 2000-01             | 6    | 1    | 4    | 1    | -  | -    | -    | -    | -    | -  | -             | -             | -             | -             | - | -     | 6     | 1     | 4     | 1   | 38.89%      | 6       | 6       | 0       | 7       |         |         |         |         |
| Vélez Sarsfield Argentina    | Total               | Total               | 51   | 22   | 18   | 11   | -  | -    | -    | -    | 3    | 1  | 1             | 1             | -             | -             | - | -     | 54    | 23    | 19    | 12  | 54.32%      | 83      | 59      | +24     | 88      |         |         |         |         |
| Olimpo Argentina             | 1.ª                 | 2002-03             | 37   | 13   | 9    | 15   | -  | -    | -    | -    | -    | -  | -             | -             | -             | -             | - | -     | 37    | 13    | 9     | 15  | 43.24%      | 41      | 47      | -6      | 48      |         |         |         |         |
| Olimpo Argentina             | Total               | Total               | 37   | 13   | 9    | 15   | -  | -    | -    | -    | -    | -  | -             | -             | -             | -             | - | -     | 37    | 13    | 9     | 15  | 43.24%      | 41      | 47      | -6      | 48      |         |         |         |         |
| Banfield Argentina           | 1.ª                 | 2003-04             | 38   | 18   | 10   | 10   | -  | -    | -    | -    | -    | -  | -             | -             | -             | -             | - | -     | 38    | 18    | 10    | 10  | 56.14%      | 54      | 35      | +19     | 64      |         |         |         |         |
| Banfield Argentina           | 1.ª                 | 2004-05             | 38   | 16   | 11   | 11   | -  | -    | -    | -    | 12   | 5  | 4             | 3             | -             | -             | - | -     | 50    | 21    | 15    | 14  | 52%         | 71      | 56      | +11     | 78      |         |         |         |         |
| Independiente Argentina      | 1.ª                 | 2005-06             | 38   | 14   | 13   | 11   | -  | -    | -    | -    | -    | -  | -             | -             | -             | -             | - | -     | 38    | 14    | 13    | 11  | 48.25%      | 52      | 40      | +12     | 55      |         |         |         |         |
| Colón Argentina              | 1.ª                 | 2006-07             | 25   | 6    | 9    | 10   | -  | -    | -    | -    | -    | -  | -             | -             | -             | -             | - | -     | 25    | 6     | 9     | 10  | 36%         | 30      | 35      | -5      | 27      |         |         |         |         |
| Gimnasia (LP) Argentina      | 1.ª                 | 2007-08             | 15   | 5    | 2    | 8    | -  | -    | -    | -    | -    | -  | -             | -             | -             | -             | - | -     | 15    | 5     | 2     | 8   | 37.78%      | 12      | 21      | -9      | 17      |         |         |         |         |
| Gimnasia (LP) Argentina      | Total               | Total               | 15   | 5    | 2    | 8    | -  | -    | -    | -    | -    | -  | -             | -             | -             | -             | - | -     | 15    | 5     | 2     | 8   | 37.78%      | 12      | 21      | -9      | 17      |         |         |         |         |
| Banfield Argentina           | 1.ª                 | 2008-09             | 12   | 2    | 4    | 6    | -  | -    | -    | -    | -    | -  | -             | -             | -             | -             | - | -     | 12    | 2     | 4     | 6   | 27.78%      | 17      | 16      | +1      | 10      |         |         |         |         |
| Banfield Argentina           | 1.ª                 | 2009-10             | 38   | 21   | 10   | 7    | -  | -    | -    | -    | 8    | 4  | 2             | 2             | -             | -             | - | -     | 46    | 25    | 12    | 9   | 63.04%      | 65      | 38      | +27     | 87      |         |         |         |         |
| Banfield Argentina           | 1.ª                 | 2010-11             | 19   | 4    | 8    | 7    | -  | -    | -    | -    | 4    | 2  | 1             | 1             | -             | -             | - | -     | 23    | 6     | 9     | 8   | 39.13%      | 24      | 23      | +1      | 27      |         |         |         |         |
| Boca Juniors Argentina       | 1.ª                 | 2010-11             | 19   | 7    | 7    | 5    | -  | -    | -    | -    | -    | -  | -             | -             | -             | -             | - | -     | 19    | 7     | 7     | 5   | 49.12%      | 24      | 22      | +2      | 28      |         |         |         |         |
| Boca Juniors Argentina       | 1.ª                 | 2011-12             | 38   | 21   | 13   | 4    | 6  | 2    | 4    | 0    | 16   | 8  | 6             | 2             | -             | -             | - | -     | 60    | 31    | 23    | 6   | 64.44%      | 85      | 44      | +41     | 116     |         |         |         |         |
| Boca Juniors Argentina       | 1.ª                 | 2012-13             | 19   | 9    | 6    | 4    | -  | -    | -    | -    | -    | -  | -             | -             | 1             | 0             | 1 | 0     | 20    | 9     | 7     | 4   | 56.67%      | 25      | 20      | +5      | 34      |         |         |         |         |
| Boca Juniors Argentina       | Total               | Total               | 76   | 37   | 26   | 13   | 6  | 2    | 4    | 0    | 16   | 8  | 6             | 2             | 1             | 0             | 1 | 0     | 99    | 47    | 37    | 15  | 59.93%      | 134     | 86      | +48     | 178     |         |         |         |         |
| All Boys Argentina           | 1.ª                 | 2013-14             | 15   | 2    | 7    | 6    | 2  | 1    | 1    | 0    | -    | -  | -             | -             | -             | -             | - | -     | 17    | 3     | 8     | 6   | 66.67%      | 14      | 17      | -3      | 17      |         |         |         |         |
| All Boys Argentina           | Total               | Total               | 15   | 2    | 7    | 6    | 2  | 1    | 1    | 0    | -    | -  | -             | -             | -             | -             | - | -     | 17    | 3     | 8     | 6   | 33.33%      | 14      | 17      | -3      | 17      |         |         |         |         |
| Universidad Católica · Chile | 1.ª                 | 2014                | 15   | 5    | 1    | 9    | 6  | 2    | 2    | 2    | 2    | 0  | 0             | 2             | -             | -             | - | -     | 23    | 7     | 3     | 13  | 34.78%      | 22      | 28      | -6      | 24      |         |         |         |         |
| Universidad Católica · Chile | Total               | Total               | 15   | 5    | 1    | 9    | 6  | 2    | 2    | 2    | 2    | 0  | 0             | 2             | -             | -             | - | -     | 23    | 7     | 3     | 13  | 34.78%      | 22      | 28      | -6      | 24      |         |         |         |         |
| Quilmes Argentina            | 1.ª                 | 2015                | 17   | 4    | 4    | 9    | 1  | 1    | 0    | 0    | -    | -  | -             | -             | -             | -             | - | -     | 18    | 5     | 4     | 9   | 35.19%      | 21      | 26      | -5      | 19      |         |         |         |         |
| Quilmes Argentina            | Total               | Total               | 17   | 4    | 4    | 9    | 1  | 1    | 0    | 0    | -    | -  | -             | -             | -             | -             | - | -     | 18    | 5     | 4     | 9   | 35.19%      | 21      | 26      | -5      | 19      |         |         |         |         |
| Banfield Argentina           | 1.ª                 | 2016                | 8    | 1    | 5    | 2    | 2  | 1    | 0    | 1    | -    | -  | -             | -             | -             | -             | - | -     | 10    | 2     | 5     | 3   | 33.33%      | 6       | 8       | -2      | 11      |         |         |         |         |
| Banfield Argentina           | 1.ª                 | 2016-17             | 30   | 17   | 3    | 10   | 3  | 2    | 0    | 1    | 2    | 1  | 0             | 1             | -             | -             | - | -     | 35    | 20    | 3     | 12  | 60%         | 51      | 43      | -8      | 63      |         |         |         |         |
| Banfield Argentina           | 1.ª                 | 2017-18             | 27   | 9    | 8    | 10   | 1  | 0    | 1    | 0    | 4    | 0  | 3             | 1             | -             | -             | - | -     | 32    | 9     | 12    | 11  | 40.63%      | 33      | 31      | +2      | 39      |         |         |         |         |
| Banfield Argentina           | 1.ª                 | 2018-19             | 15   | 5    | 6    | 4    | -  | -    | -    | -    | 4    | 1  | 1             | 2             | -             | -             | - | -     | 19    | 6     | 7     | 6   | 43.86%      | 15      | 15      | +0      | 25      |         |         |         |         |
| Banfield Argentina           | 1.ª                 | 2019-20             | 18   | 5    | 7    | 6    | 2  | 0    | 2    | 0    | -    | -  | -             | -             | -             | -             | - | -     | 20    | 5     | 9     | 6   | 40%         | 16      | 18      | -2      | 24      |         |         |         |         |
| Independiente Argentina      | 1.ª                 | 2021                | 25   | 10   | 8    | 7    | 17 | 7    | 3    | 7    | 8    | 4  | 3             | 1             | -             | -             | - | -     | 50    | 21    | 14    | 15  | 51.33%      | 57      | 45      | +12     | 77      |         |         |         |         |
| Colón Argentina              | 1.ª                 | 2022                | 6    | 1    | 2    | 3    | 16 | 4    | 8    | 4    | 8    | 3  | 2             | 3             | -             | -             | - | -     | 30    | 8     | 12    | 10  | 40%         | 34      | 38      | -4      | 36      |         |         |         |         |
| Colón Argentina              | Total               | Total               | 31   | 7    | 11   | 13   | 16 | 4    | 8    | 4    | 8    | 3  | 2             | 3             | -             | -             | - | -     | 55    | 14    | 21    | 20  | 38.18%      | 64      | 73      | -9      | 63      |         |         |         |         |
| Independiente Argentina      | 1.ª                 | 2022                | 16   | 6    | 6    | 4    | 2  | 1    | 1    | 0    | -    | -  | -             | -             | -             | -             | - | -     | 18    | 7     | 7     | 4   | 51.85%      | 22      | 17      | +5      | 28      |         |         |         |         |
| Independiente Argentina      | Total               | Total               | 79   | 30   | 27   | 22   | 19 | 8    | 4    | 7    | 8    | 4  | 3             | 1             | -             | -             | - | -     | 106   | 42    | 34    | 30  | 50.31%      | 131     | 102     | +29     | 160     |         |         |         |         |
| Banfield Argentina           | 1.ª                 | 2023                | 12   | 4    | 3    | 5    | 17 | 7    | 6    | 4    | -    | -  | -             | -             | -             | -             | - | -     | 29    | 11    | 9     | 9   | 48.28%      | 26      | 22      | +4      | 42      |         |         |         |         |
| Banfield Argentina           | 1.ª                 | 2024                | 5    | 1    | 1    | 3    | 16 | 6    | 5    | 5    | -    | -  | -             | -             | -             | -             | - | -     | 21    | 7     | 6     | 8   | 42.86%      | 26      | 23      | +3      | 27      |         |         |         |         |
| Banfield Argentina           | Total               | Total               | 260  | 103  | 76   | 81   | 41 | 16   | 14   | 11   | 34   | 13 | 11            | 10            | -             | -             | - | -     | 335   | 132   | 101   | 102 | 49.45%      | 404     | 328     | +76     | 495     |         |         |         |         |
| Total en su carrera          | Total en su carrera | Total en su carrera | 596  | 228  | 181  | 187  | 91 | 34   | 33   | 24   | 71   | 29 | 23            | 19            | 1             | 0             | 1 | 0     | 759   | 291   | 238   | 230 | 48.79%      | 926     | 787     | +139    | 1111    |         |         |         |         |
| 1. 2. 3.                     |                     |                     |      |      |      |      |    |      |      |      |      |    |               |               |               |               |   |       |       |       |       |     |             |         |         |         |         |         |         |         |         |

#### Resumen por competencias
| Torneo                        | Estadísticas | Estadísticas | Estadísticas | Estadísticas | Estadísticas | Estadísticas       |
| Torneo                        | Partidos     | Ganados      | Empatados    | Perdidos     | Rendimiento  | Mejor Resultado    |
| ----------------------------- | ------------ | ------------ | ------------ | ------------ | ------------ | ------------------ |
| Primera División de Argentina | 581          | 223          | 180          | 178          | 48.71%       | Campeón            |
| Copa Argentina                | 26           | 13           | 9            | 4            | 61.54%       | Campeón            |
| Copa de la Liga Profesional   | 59           | 19           | 22           | 18           | 44.63%       | Semifinales        |
| Supercopa Argentina           | 1            | 0            | 1            | 0            | 33.33%       | Subcampeón         |
| Primera División de Chile     | 15           | 5            | 1            | 9            | 35.55%       | Decimotercer lugar |
| Copa Chile                    | 6            | 2            | 2            | 2            | 44.44%       | Fase de grupos     |
| Copa Libertadores             | 44           | 20           | 14           | 10           | 56.06%       | Subcampeón         |
| Copa Sudamericana             | 24           | 8            | 8            | 8            | 44.44%       | Octavos de final   |
| Copa Mercosur                 | 3            | 1            | 1            | 1            | 44.44%       | Fase de grupos     |
| TOTAL                         | 759          | 291          | 238          | 230          | 48.79%       | Tres títulos       |

## Palmarés

### Como jugador

#### Campeonatos nacionales
| Título    | Equipo          | País     | Año  |
| --------- | --------------- | -------- | ---- |
| Primera A | América de Cali | Colombia | 1982 |
| Primera A | América de Cali | Colombia | 1983 |
| Primera A | América de Cali | Colombia | 1984 |
| Primera A | América de Cali | Colombia | 1985 |
| Primera A | América de Cali | Colombia | 1986 |

### Como entrenador

#### Campeonatos nacionales
| Título           | Equipo       | País      | Año      |
| ---------------- | ------------ | --------- | -------- |
| Primera División | Banfield     | Argentina | A - 2009 |
| Primera División | Boca Juniors | Argentina | A - 2011 |
| Copa Argentina   | Boca Juniors | Argentina | 2011-12  |